# 회니시비
회니시비(懷尼是非)는 1681년(숙종 7년) 윤증과 송시열이 서로를 비방했던 사건이다. 1680년(숙종 6년) 경신환국의 남인 처벌 문제와 더불어 집권세력인 서인이 노론(老論)과 소론(小論)으로 분열 된 사건이다.
1669년(현종 10) 아버지 윤선거가 사망하자 아들 윤증이 스승 송시열을 찾아 묘갈명을 부탁하였다. 이에 송시열은 윤선거에 대한 비판적인 내용을 적어 보냈고, 윤증은 고쳐 줄 것을 부탁하였으나 받아들여지지 않았다. 이 일로 사제지간이었던 두 사람의 관계는 멀어지게 된다. 그러나 두 사람이 서로를 비방하며 적대시하게 된 원인은 비단 아버지 윤선거의 묘갈명 뿐만이 아니라, 당시 최고의 석학으로 평가되었던 남인 윤휴에 대한 평가를 두고 윤증의 아버지 윤선거와 송시열 사이에 의견이 서로 달랐기 때문이다.
송시열도 한때 윤휴를 높이 평가하며 칭송하였으나, 윤휴가 주자의 서(書)에 대해 자신만의 새로운 해석을 하고 주를 달아 <<독서기(讀書記)>>라는 저술을 집필하자 송시열은 윤휴를 사문난적으로 극렬하게 비판하였다. 반면 윤선거는 윤휴의 견해를 긍정적으로 받아들였고, 그의 학문을 높이 평가하였다. 하지만 주자를 절대적이고 완벽한 사상으로 평가하고 이견이나 새로운 해석이 필요하지 않는 대상으로 이해했던 송시열과 배치되기에 이르렀다. 윤선거는 이러한 윤휴의 학문을 두고 송시열과 논쟁을 하였다. 송시열이 격분하자 윤선거는 윤휴에 대한 자신의 생각을 더 이상 표면으로 드러내지 않았고 이로써 일단락 되었다.
하지만 윤증이 송시열에게 묘갈명을 부탁하는 과정에서 당시 윤선거가 윤휴의 학문을 높게 평가하여 그와 주고받은 편지의 내용을 송시열에게 소상히 알리면서 다시 문제가 되었다. 송시열은 윤선거가 자신과 같은 생각을 가진 것으로 알았다가 사후 그가 남긴 편지를 통해 윤휴를 높이 평가한 것을 알게 되었다. 이에 묘갈명을 무성의하게 짓고 병자호란 때 강화도에서 비겁하게 살아 돌아온 인물로 폄하해버리자 이에 윤증이 스승이었던 송시열에게 등을 돌리게 되었다.
1681년 윤증은 신유의서(辛酉疑書)를 통해 송시열의 정치적 편견으로 남인들이 죽임을 당하게 하였고 또한 지나치게 독선적이며 주자를 맹목적으로 받아들이는 인물로 평가하자, 사제였던 두 사람은 돌이킬 수 없는 정적(政適)으로 변모하게 되었다. 이 사건으로 서인은 급격하게 분파되기 시작했으며 송시열을 따르는 세력은 노론(老論), 윤증을 중심으로 모인 세력은 소론(少論)으로 갈라서게 된다.